# Ventricularia borneensis
Ventricularia borneensis är en orkidéart som beskrevs av Jeffrey James Wood. Ventricularia borneensis ingår i släktet Ventricularia och familjen orkidéer. Inga underarter finns listade i Catalogue of Life.